# Kostya (cráter)

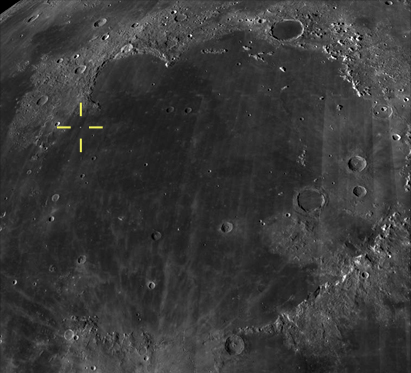
Kostya es uno de los doce cráteres lunares localizados en el noroeste del Mare Imbrium

Kostya es un pequeño cráter de impacto de forma ligeramente trapezoidal de aproximadamente 200 metros de diámetro. Se encuentra en la parte noroeste del Mare Imbrium, en el lado noroeste de la cara visible de la Luna. El cráter está ubicado al suroeste de Gena, al noroeste de Igor y al estesureste de Vitya, con el que está casi formando un dúo de cráteres pareados. Los elementos más destacables de la zona son el Promontorium Heraclides (30 km al norte) y el cráter C. Herschel (150 km al sursureste) del área explorada por el Lunojod 1.

## Descripción
El cráter lleva el nombre de la forma dimunitiva del nombre latino masculino Constantine (Constantino), uno de los 12 nombres de pequeños cráteres situados en el área recorrida por el Lunojod 1. Fueron aprobados por la Unión Astronómica Internacional (UAI) el 14 de junio de 2012.
El módulo terrestre de la misión soviética Luna 17 pasó por el borde sur alrededor de mayo de 1971, mientras que se acercaba desde el estesureste después de visitar el cráter Vitya, poco antes de girar hacia el sur, a continuación casi hacia el este y luego hacia el norte en dirección a otros cráteres como Gena y Borya, más grande. La ubicación y la trayectoria del módulo de aterrizaje fueron determinados por Albert Abdrakhimov el 17 de marzo de 2010, basándose en una imagen tomada por el Lunar Reconnaissance Orbiter.